# Galder Vejrlig
Galder Vejrlig (eng.: Galder Weatherwax) er Øverste Stormagiker af Sølvstjernens Orden, Overherre af Den Hellige Stav, Ottende Rangs Ipsissimus og Det Usete Universitets 304 rektor i Terry Pratchett roman Det Fantastiske Lys i serien Diskverden. Han omkommer dog under (bogstavelig talt) en besværgelse, kort tid efter at have overlevet op til flere mord forsøg fra sin elev Trymon. Galder spilles af James Cosmo i tv-serien The Colour of Magic.